# Маврінг Сполетський
Маврінг (лат. Morinus; † 824), син Суппо I, у 824 герцог Сполетський впродовж кількох днів після смерті герцога Аделара.